# FN Cuatro
La FN Cuatro fue la primera motocicleta 4 cilindros en línea de producción del mundo, fabricada en Lieja por Fabrique Nationale desde 1905 hasta 1923. También fue, a 65 km/h, la motocicleta de producción más rápida del mundo desde 1911 hasta 1912.
La motocicleta se desarrolló en 1904, se probó a fines de ese año y tuvo su debut público en el Salón de la Motocicleta de París de 1905. Fue un éxito comercial en el momento del lanzamiento, y la producción aumentó durante sus veinte años de vida.

## Detalles técnicos
La motocicleta era originalmente de una sola velocidad. En 1909, se ofreció una transmisión de dos velocidades, luego de tres velocidades en 1914 con el motor de 748 cc. Tenía un eje de transmisión de una sola velocidad girado por un engranaje cónico. El motociclista arrancaba el motor con pedales estilo bicicleta con transmisión por cadena y ruedas dentadas en las ruedas traseras. El modelo de 1905 tenía un encendido por magneto Bosch de alta tensión,: 43  un carburador rociador y un freno de contrapedal operado por los pedales. Tenía una relación de reducción de 5:1 para ruedas de 26 pulgadas.
Para 1908, tenía una transmisión de dos velocidades con embrague de placa, superando las limitaciones de velocidad del modelo anterior. En 1909 se instaló un freno de tambor trasero. En 1910 se rediseñó el motor y se amplió a 498, el carburador de cambió de lugar y se usó un nuevo sistema de lubricación. El peso en 1910 era de 75 kg.
Para el mercado estadounidense, el modelo de 1908 se actualizó y lanzó como modelo de 1908, llamado F.N. Big Four. La potencia del motor se elevó de 3,4 kW (4,5 hp) a 3,7 (5 hp), el tamaño del cuadro se redujo de 560 a 510 mm permitiendo que el motociclista se siente con ambos pies en el suelo, las llantas de las ruedas se hicieron más pesadas y se adaptaban a los tamaños de neumáticos estadounidenses, y venía con neumáticos con una banda de rodadura más pesada.
El modelo de 1911 pesaba 84 kg y tenía una distancia entre ejes de 1400 mm.: 43  El modelo estadounidense tenía neumáticos Goodrich u otra marca importada, y un asiento de cuero fabricado por Mesinger Bicycle Saddle Company de Nueva York.: 43  En 1911, el diámetro × carrera era de 52 x 52 mm y la salida nominal era de hasta 4,5 kW (6 hp).: 20 
La motocicleta tenía pedales estilo bicicleta hasta 1913, para arrancarla, cuando se adoptó un pedal de arranque.

### Motor de cuatro cilindros

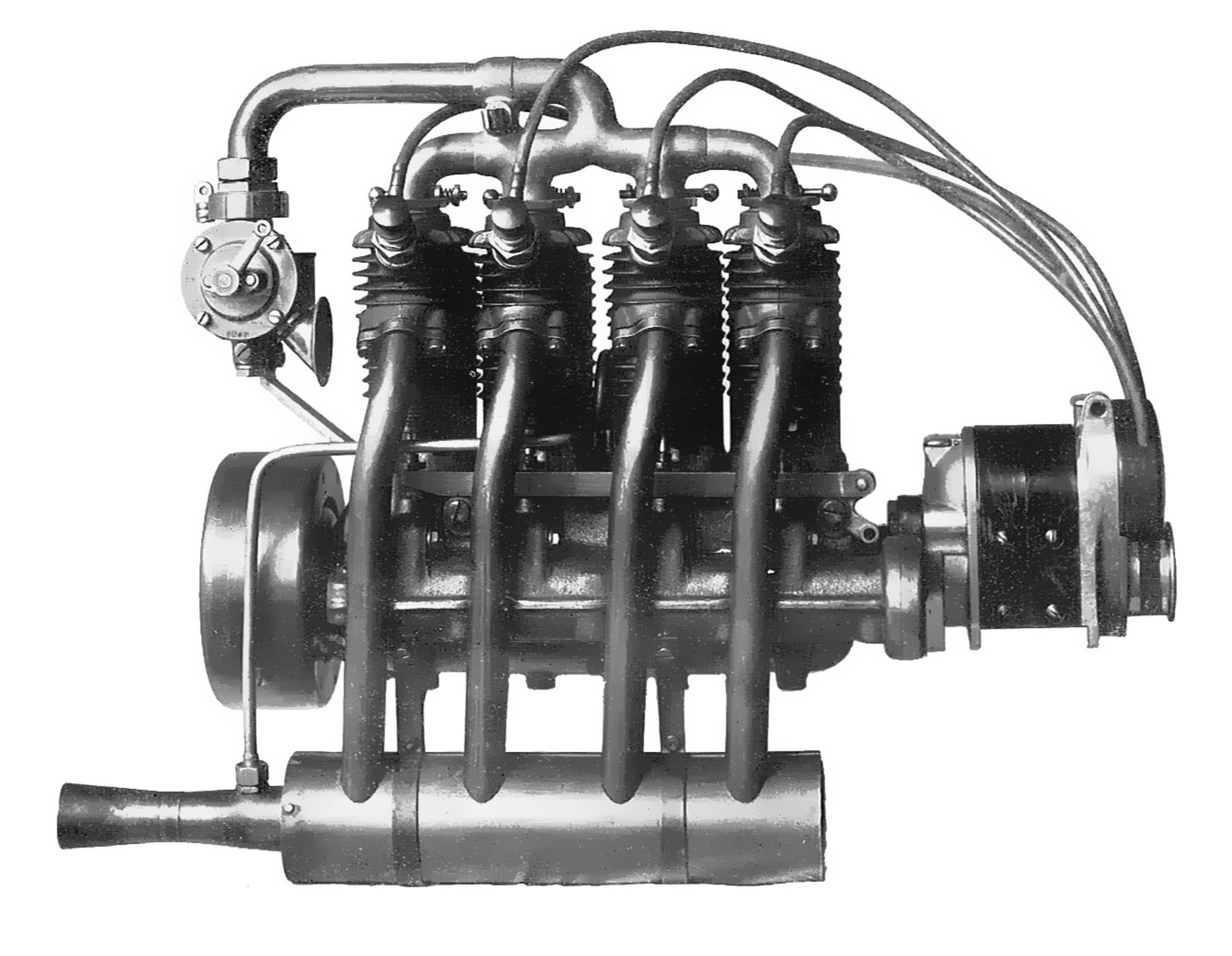
Motor de cuatro cilindros FN, de admisión sobre escape c. 1911.

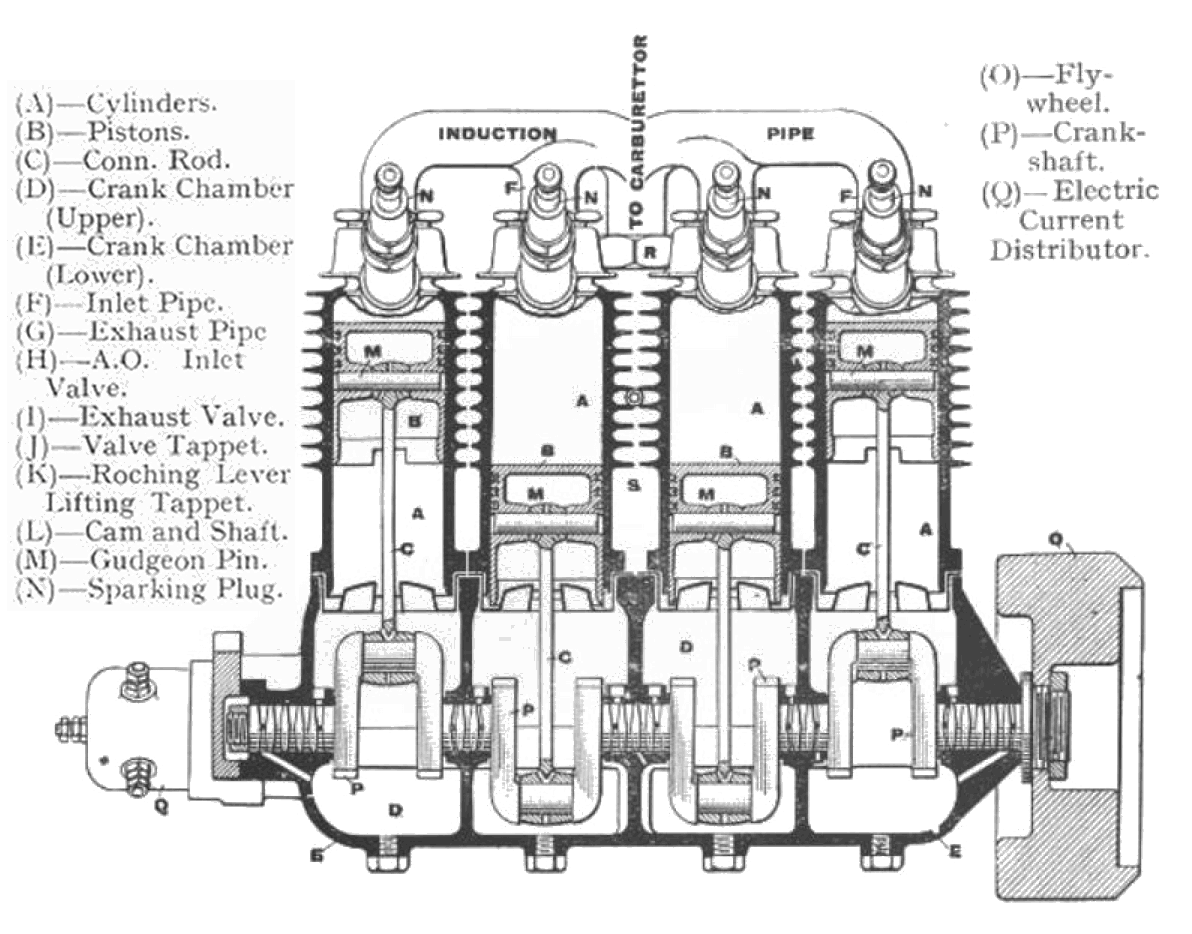
Elevación seccional del motor.

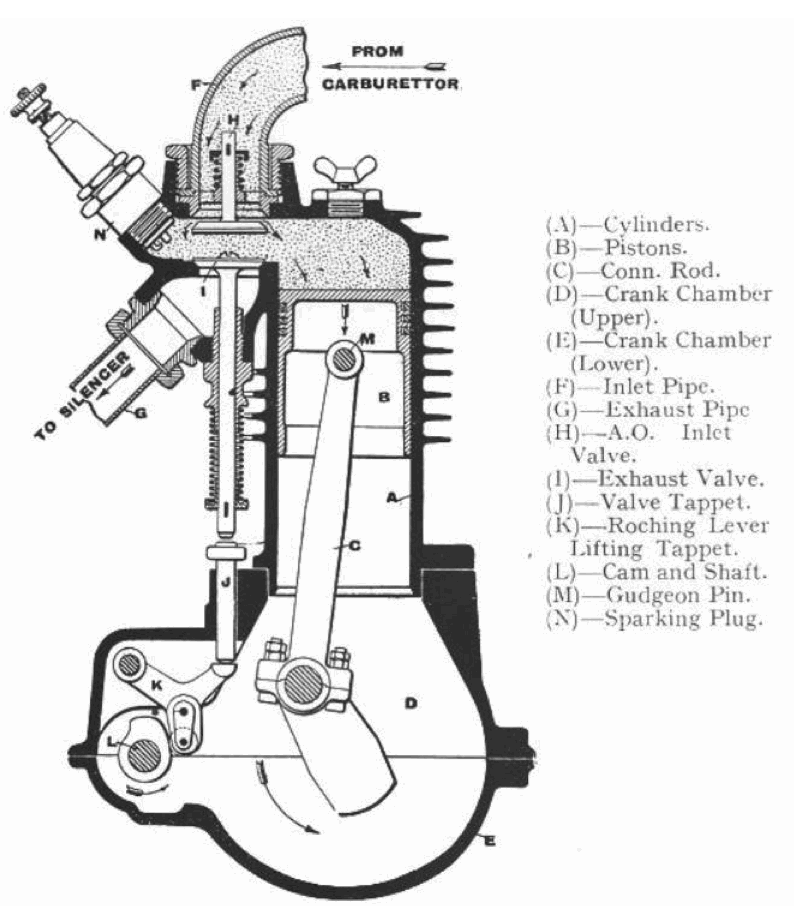
Sección final que muestra las válvulas de la admisión sobre la de escape y la entrada atmosférica.

El motor del FN Cuatro fue diseñado por Paul Kelecom, quien había diseñado motores de un solo cilindro antes del FN. El diseño longitudinal refrigerado por aire era propenso a sobrecalentar los cilindros traseros, una característica superada en diseños posteriores con refrigeración por agua y diseño transversal.
FN equipó originalmente al Cuatro con un motor de 350 cc o 362 cc. La cilindrada aumentó con el tiempo, a 410 cc en 1906, luego a 498 cc para el mercado estadounidense, y se produjo una variante de 748 cc en 1914. El motor tenía que ser lubricado periódicamente mientras se conducía, con una bomba manual. Las válvulas de admisión eran atmosféricas, empujadas para abrirse por la presión del aire ambiental con resortes ligeros durante la carrera de admisión del pistón, hasta el modelo de 1914 de 748 cc, que reemplazó las válvulas de entrada automáticas con válvulas laterales accionadas mecánicamente.

#### ¿Primera moto de cuatro cilindros?
[A]unque había motocicletas de cuatro cilindros antes de la FN, ninguna estuvo cerca de igualar el rendimiento y el éxito de la FN desde el principio.

La FN Cuatro fue la primera de cuatro cilindros en línea en producción, pero no la primera motocicleta con un motor de cuatro cilindros. Fue precedido por un boxer 4 fabricado en 1897 por Henry Capel Lofft Holden, y un oscuro cuatro cilindros en línea enfriado por aire desarrollado en 1903 por C. Binks de Nottingham, Inglaterra, pero nunca producido comercialmente. Un prototipo de cuatro cilindros montado longitudinalmente, el «modelo CCCC», fue creado por Laurin & Klement y se mostró en París en 1904, pero era esencialmente cuatro motores monocilíndricos agrupados con cuatro cigüeñales separados, no un cuatro en línea en el sentido moderno. La FN, en el momento de su introducción, era la única motocicleta de cuatro cilindros a la venta en Estados Unidos. (posteriormente Henderson Motorcycle vendió una cuatro cilindros desde 1912 hasta 1931).

#### Motocicletas comparables
- Pierce Four
- Indian Four
- Henderson Motorcycle Four

## Especificaciones
| Año modelo | Nombre modelo | Desplazamiento | Potencia                    | Transmisión                      | Frenos                       | Batalla           | Peso en seco     |
| ---------- | ------------- | -------------- | --------------------------- | -------------------------------- | ---------------------------- | ----------------- | ---------------- |
| 1905       | FN Cuatro     | 362            | 2,6 kW (3,45 hp) a 1800 rpm | 1 vel. c/pedales de arranque     | Llanta trasera y contrapedal |                   | 75 kg            |
| 1906       |               | 412 cc         | 33,5 kW (4,5 hp)            | 1 vel. c/pedales de arranque     | Llanta trasera y contrapedal |                   |                  |
| 1908       | Cuatro Grande |                | 3,7 kW (5 hp)               | 1 o 2 vel. c/pedales de arranque | Llanta trasera y contrapedal |                   |                  |
| 1909       |               |                | 4,5 kW (6 hp)               | 1 o 2 vel. c/pedales de arranque | Trasero: tambor              |                   |                  |
| 1910       |               | 498 cc         |                             | 1 o 2 vel. c/pedales de arranque | Trasero: tambor              |                   | 165 lb (74,8 kg) |
| 1911       |               |                | 4,5 kW (6 hp)               | 2 vel. c/pedales de arranque     | Trasero: tambor              | 56 plg (142,2 cm) | 185 lb (83,9 kg) |
| 1913       |               |                |                             | 2 vel. c/palanca de arranque     | Trasero: tambor              |                   |                  |
| 1914–1923  | 700           | 748 cc         |                             | 3 vel.                           | Trasero: tambor              |                   |                  |

## Legado
El éxito de la FN Cuatro llevó directamente al Pierce Four de Estados Unidos a usar el mismo motor montado longitudinalmente con una transmisión por eje. Se dijo que las «Cuatro» de Indian, Henderson y Cleveland se inspiraron en la FN Cuatro.
Los primeros ejemplos de la máquina son raros; un modelo de 1904/1905, según se informa, es el ejemplar más antiguo conocido, vendido a un precio récord en una subasta de 2006 por más de US$100 000 (equivalente a $151 139 en 2023).

### Historial de carreras
Una FN Cuatro ocupó el tercer lugar en el TT Isla de Man de 1908, y fue el primer vehículo con motor de cuatro cilindros inscrito en el TT Isla de Man. En 1908, otra FN Cuatro se llevó la medalla de oro en una carrera de resistencia del Motor Cycling Club en la carrera  London–Edinburgh–London de 1400 km.

### Exhibiciones del museo

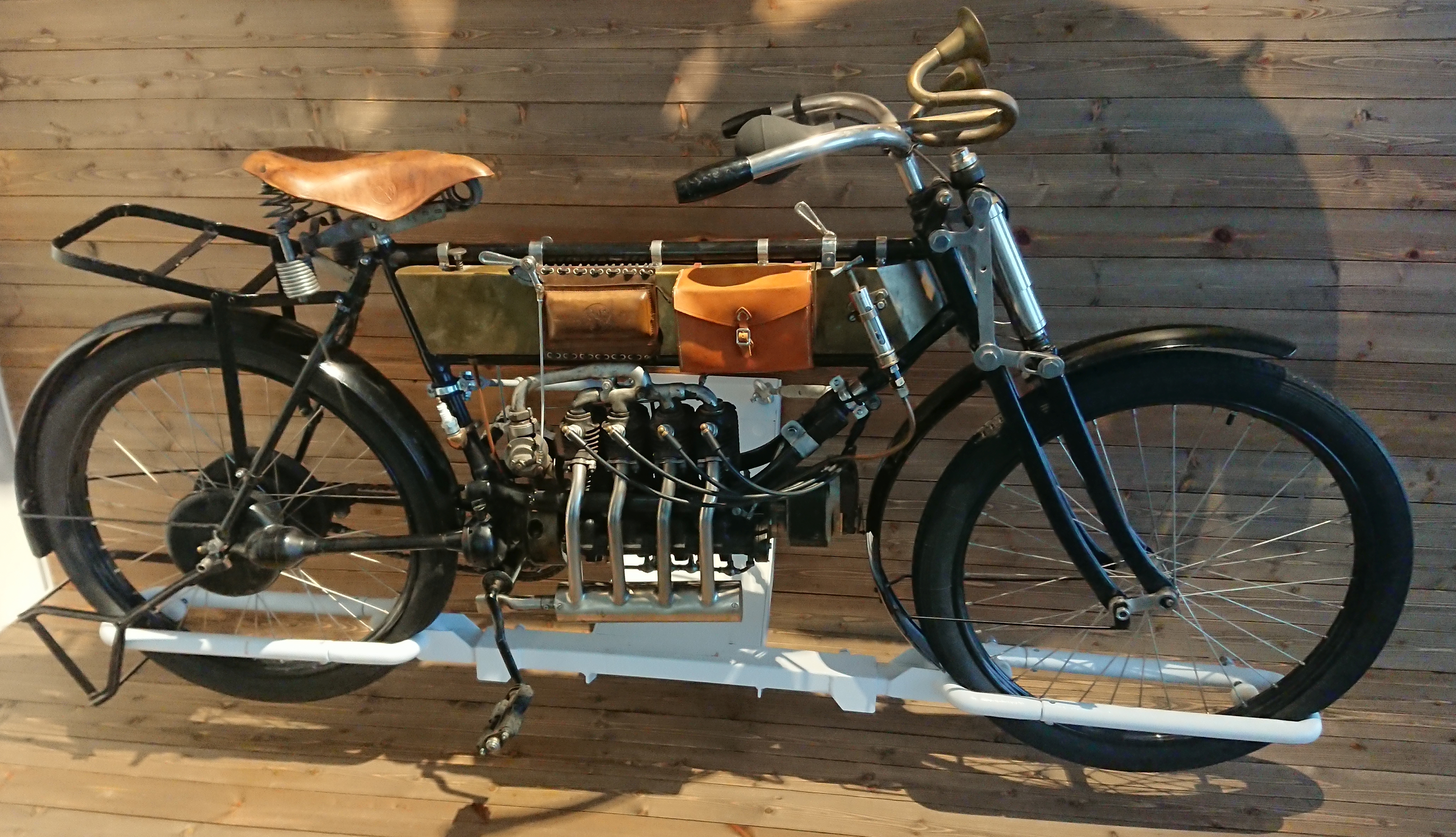
Una FN Cuatro en el museo UMMC, Rusia.

Se exhibió una FN Cuatro en la exposición El arte de la motocicleta del Museo Guggenheim en Nueva York y Las Vegas. Las colecciones permanentes del Petersen Automotive Museum en Los Ángeles, Seal Cove Auto Museum en Seal Cove, Maine, el Musée de la moto et du vélo en Amnéville Francia, y otros, poseen ejemplares de la FN Cuatro en exhibición.